# Struthanthus rhynchophyllus
Struthanthus rhynchophyllus är en tvåhjärtbladig växtart som beskrevs av August Wilhelm Eichler. Struthanthus rhynchophyllus ingår i släktet Struthanthus och familjen Loranthaceae. Inga underarter finns listade i Catalogue of Life.